# Flughafen Røros

i7
i11
i13
Der Flughafen Røros (IATA-Code: RRS, ICAO-Code: ENRO) ist ein Regionalflughafen in der Provinz Trøndelag in Norwegen. Er liegt rund zwei Kilometer westlich von Røros. Betreiber des Flughafens ist das norwegische Staatsunternehmen Avinor. Der Flughafen besitzt eine 1720 Meter lange Start- und Landebahn mit der Ausrichtung 14/32 und wurde im Jahr 2016 von rund 20.000 Passagieren genutzt.

## Flugziele
Folgende Flugziele werden vom Flughafen Røros bedient:
| Fluggesellschaft       | Flugziel                            |
| ---------------------- | ----------------------------------- |
| Air Leap               | Oslo-Gardermoen (ab 1. April 2020)  |
| Widerøe’s Flyveselskap | Oslo-Gardermoen (bis 31. März 2020) |